# Nicanor Padilla
Nicanor E. Padilla (Lingayen, 10 januari 1852 - 1936) was een Filipijns medicus en politicus.

## Biografie
Nicanor Padilla werd geboren op 11 januari 1852 in Lingayen in de Filipijnse provincie Pangasinan. Hij behaalde in 1871 een bachelor of arts-diploma aan het Ateneo de Manila. Aansluitend studeerde hij medicijnen aan de University of Santo Tomas, waar hij in 1877 zijn licenciado en Medicina y Cirujia behaalde. Na zijn afstuderen was hij jarenlang als arts werkzaam. In 1907 werd hij namens het 1e kiesdistrict van Pangasinan gekozen in de Filipijnse Assemblee.
Padilla overleed in 1936. Met zijn eerste vrouw Ramona Dizon kreeg hij een dochter Aurora. Nadat Ramona in 1888 bij een cholera-epidemie overleed, hertrouwde hij met Isabel Bibby. Met haar kreeg hij nog negen kinderen: Narciso, Sabino, Augusto, Benedicto, Felix, Carmen, Florencia, Ambrosio en Nicanor jr.  Hun zoon Ambrosio Padilla werd later bekend als basketballer op de Olympische Spelen en was daarna Sollicitor-General van de Filipijnen en jarenlang lid van de Senaat van de Filipijnen.

## Bron
- Philippine Assembly, Official Directory 1908, Bureau of printing, Manilla (1908)